# F-score

Precisió i reclam.

En l'anàlisi estadística de la classificació binària, la puntuació F o mesura F és una mesura de la precisió d'una prova. Es calcula a partir de la precisió i el reclam de la prova, on la precisió és el nombre de resultats positius veritables dividit pel nombre de tots els resultats positius, inclosos els que no s'han identificat correctament, i el reclam és el nombre de resultats positius veritables dividit pel nombre de totes les mostres que haurien d'haver estat identificades com a positives. La precisió també es coneix com a valor predictiu positiu i el reclam també es coneix com a sensibilitat en la classificació binària de diagnòstic.
La puntuació F1 és la mitjana harmònica de la precisió i el reclam. Per tant, representa simètricament la precisió i el reclam en una mètrica. El més genèric {\displaystyle F_{\beta }} La puntuació aplica pesos addicionals, valorant una de precisió o reclam més que l'altra.
El valor més alt possible d'una puntuació F és 1,0, que indica precisió i reclam perfectes, i el valor més baix possible és 0, si la precisió o el reclam són zero.
Es creu que el nom F-mesura rep el nom d'una funció F diferent al llibre de Van Rijsbergen, quan es va presentar a la Quarta Conferència de Comprensió de Missatges (MUC-4, 1992).
{\displaystyle F_{1}={\frac {2}{\mathrm {recall} ^{-1}+\mathrm {precision} ^{-1}}}=2{\frac {\mathrm {precision} \cdot \mathrm {recall} }{\mathrm {precision} +\mathrm {recall} }}={\frac {2\mathrm {tp} }{2\mathrm {tp} +\mathrm {fp} +\mathrm {fn} }}}

Una puntuació F més general, {\displaystyle F_{\beta }}, que utilitza un factor real positiu {\displaystyle \beta }, on {\displaystyle \beta } s'escull de manera que es consideri el reclam {\displaystyle \beta } vegades tan important com la precisió, és:
{\displaystyle F_{\beta }=(1+\beta ^{2})\cdot {\frac {\mathrm {precision} \cdot \mathrm {recall} }{(\beta ^{2}\cdot \mathrm {precision} )+\mathrm {recall} }}}
Pel que fa als errors de tipus I i de tipus II, això es converteix en:
{\displaystyle F_{\beta }={\frac {(1+\beta ^{2})\cdot \mathrm {true\ positive} }{(1+\beta ^{2})\cdot \mathrm {true\ positive} +\beta ^{2}\cdot \mathrm {false\ negative} +\mathrm {false\ positive} }}\,}
La puntuació F també s'utilitza en l'aprenentatge automàtic. No obstant això, les mesures F no tenen en compte els veritables negatius, per tant, es poden preferir mesures com el coeficient de correlació de Matthews, la informació o el kappa de Cohen per avaluar el rendiment d'un classificador binari.
La puntuació F s'ha utilitzat àmpliament en la literatura de processament del llenguatge natural, com en l'avaluació del reconeixement d'entitats amb nom i la segmentació de paraules.